# Aziru
Aziru byl ve 14. století př. n. l. kanaánský vládce Amurru, moderního Libanonu, vazal egyptského faraona Achnatona a chetitského krále.

## Život
Aziru se narodil jako syn krále Abdi-Aširty. Informace o něm pocházejí zejména z jeho korespondence s egyptským faraonem Achnatonem z takzvaného Achetatonského archivu, v níž Aziru egyptskému panovníkovi přísahal svou loajalitu. Navzdory tomu, že se počítal mezi formální vazaly Egypta, pokusil se rozšířit své království směrem k pobřeží Středozemního moře a dobyl město Sumur (Simyrra). Tento čin znepokojil jeho sousedního panovníka Rib-Hadda, vládce Byblosu, jenž požádal egyptského faraona o zásah proti Azirově rozpínavosti. Záhy však byl Rib-Hadda svržen z trůnu svým bratrem Ili-Rapihem a uprchl k bejrútskému králi Ammunirovi. Poté, co neúspěšně apeloval na egyptského faraona o intervenci ve svůj prospěch, se s žádostí o pomoc obrátil na svého někdejšího nepřítele Azira, který ho ale vzápětí zajal a předal do rukou pána Sidónu, kde Rib-Hadda našel svoji smrt.
Azira následně povolal faraon Achnaton do Egypta, aby zde král Amurru vysvětlil své činy. Aziru byl v Egyptě zadržován nejméně rok – faraon ho propustil až ve chvíli, kdy Chetité dobyli město Amki, čímž závažně ohrožovali Amurru. Po návratu do Kanáanu Aziru však navázal kontakty s chetitským králem Šuppiluliumašem I., jemuž se na úkor Egypťanů zcela podřídil. Zemřel zřejmě v sedmém roce vlády chetitského krále Muršiliho II., kdy v Egyptě vládl Ramesse II. Na trůnu Azira vystřídal jeho syn Ari-Teššup, po němž následoval Duppi-Teššup.
Ve svém historickém románu Egypťan Sinuhet Azira ztvárnil finský spisovatel Mika Waltari.

## Galerie

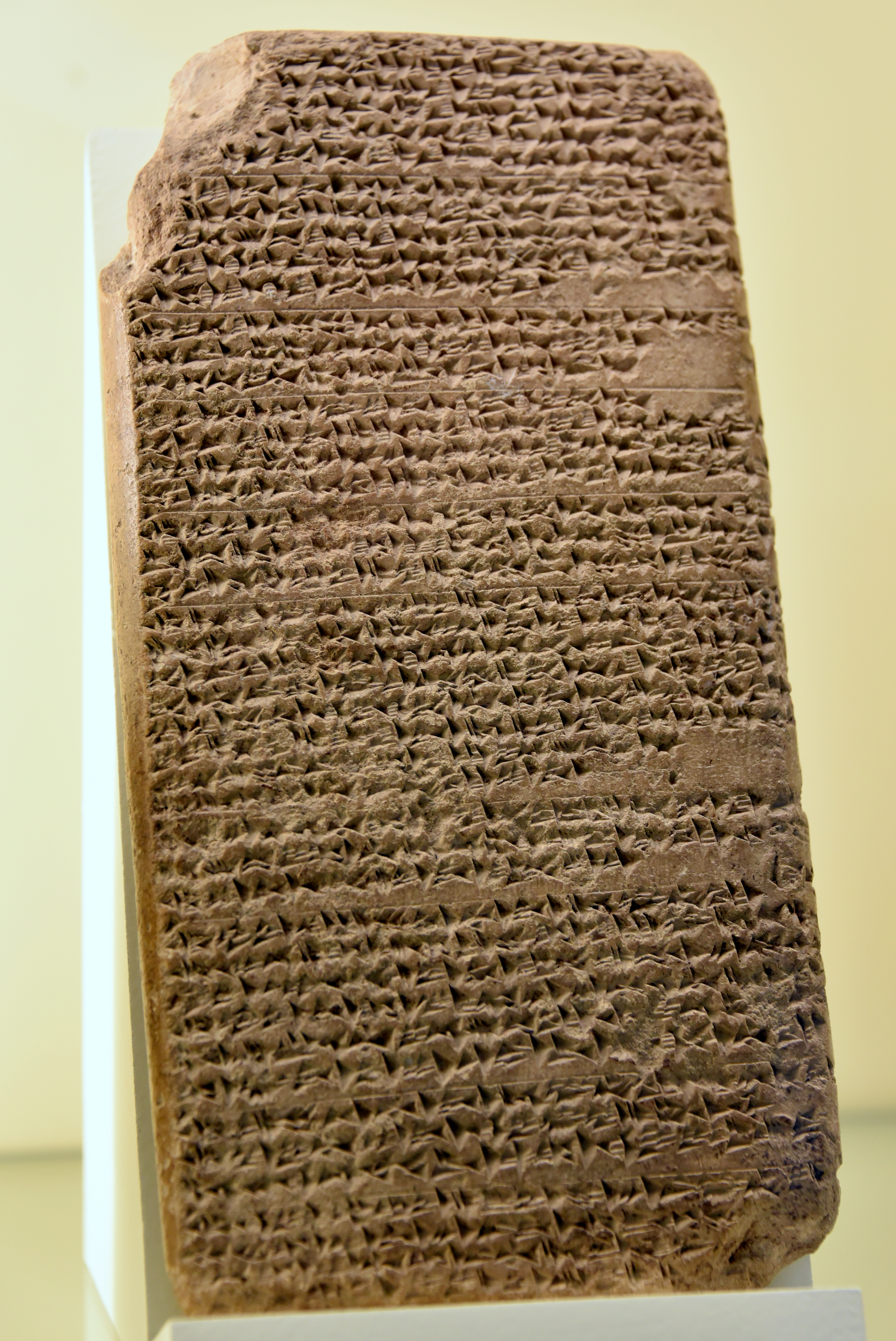
Dopis odeslaný faraonem Achnatonem Azirovi pocházející z takzvaného Achetatonského archivu
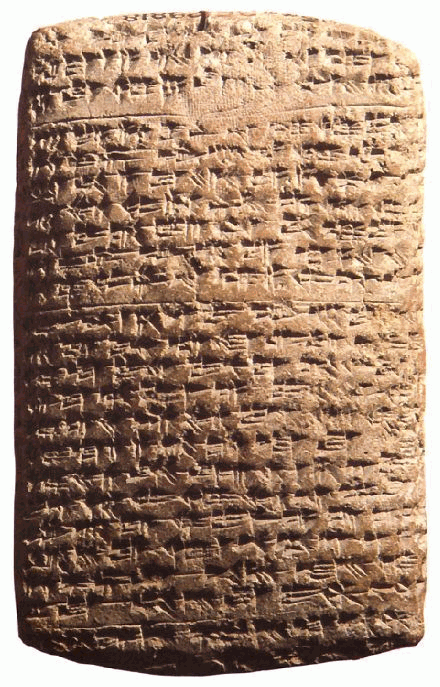
Dopis odeslaný Azirem faraonovi Achnatonovi pocházející z takzvaného Achetatonského archivu
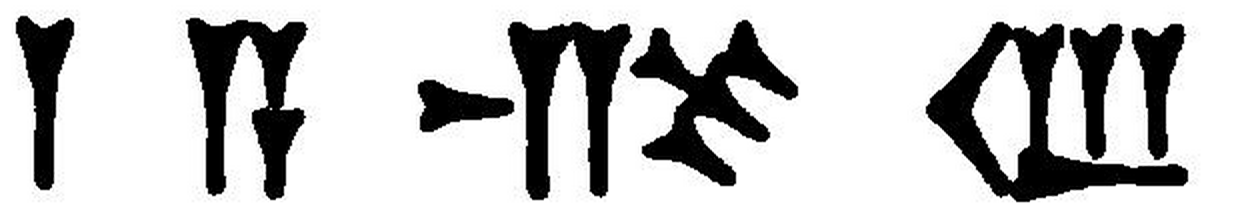
Azirovo jméno